# Hanhijärvi (Gällivare socken, Lappland, 746191-169202)
Hanhijärvi är en sjö i Gällivare kommun i Lappland och ingår i Kalixälvens huvudavrinningsområde.